# چشن، شهرستان ترانبرزگ
چشن، شهرستان ترانبرزگ (به لاتین: Trześń, Tarnobrzeg County) یک روستای لهستان در لهستان است که در Gmina Gorzyce, Podkarpackie Voivodeship واقع شده‌است.